# Eddy de Pretto
Pour les articles homonymes, voir De Pretto.
Eddy de Pretto, né le 3 mai 1991 dans le 19e arrondissement de Paris, est un chanteur, rappeur, auteur-compositeur-interprète et acteur français.

## Biographie

### Jeunesse et formation
Eddy de Pretto grandit à Créteil, dans le Val-de-Marne,,,, aux côtés de son père, chauffeur de poids-lourd et fan de football, et de sa mère, technicienne de laboratoire, « passionnée de culture », et d'ascendance réunionnaise.
Il passe ses années de collège au sein de l'établissement privé catholique De Maillé après une scolarité primaire au sein de l'école  du Jeu-de-Paume.
La ville de sa jeunesse, à laquelle sa chanson Beaulieue fait référence et à laquelle il doit beaucoup, lui a donné « une certaine rage, une envie de me dépasser. Il y a un peu ce truc de carcan en banlieue, qu'on le veuille ou non : on nous dit qu'on est en marge, qu'on va arriver à rien, qu'on va mal finir. Moi j'avais des rêves plein la tête et une petite voix me disait que j'allais y arriver. L'envie de m'en sortir m'a aidé à y parvenir », raconte-t-il dans une interview. À l'âge de 12 ans, il commence à prendre des cours de théâtre, de chant, de technique vocale et de piano : « Je prenais la télécommande pour faire un micro et je tournais l'halogène pour faire la lumière. Du coup ma mère m'a proposé de prendre des cours de théâtre vu que je n'excellais pas au sport ». Il passe son bac, en 2009, au lycée Léon-Blum à Créteil, puis il poursuit sa formation à l'Institut supérieur des arts de la scène (ECM-ISAS), à Paris.

### Débuts (2010-2017)
Eddy de Pretto fait ses premiers pas d'acteur en commençant par la publicité télévisée, notamment dans le rôle du jeune Jules César pour CanalSat en septembre 2010,, avant de débuter dans le monde théâtral : Monsieur ! Le Musical Chic d'Olivier Schmidt, ou Les Acteurs de bonne foi en 2012 ; et celui du cinéma : il joue dans les courts métrages Königsberg de Philipp Mayrhofer en 2012 et Vivre sa vie de Paul D. Meyer en 2013, et fait aussi une apparition dans le long métrage Paulette (2013) de Jérôme Enrico.
Entre 18 et 19 ans, il commence à écrire ses chansons. Il chante pour la première fois I Believe I Can Fly de R. Kelly devant le public de la Maison des jeunes et de la culture (MJC) de son quartier : « J'étais tout frêle, […] tellement stressé parce qu'il y avait beaucoup de rap et je n'étais pas du tout dans ces codes-là », raconte-t-il dans une interview.
Il participe au Printemps de Bourges, dont il remporte le prix des Inouïs, et à Bars en Trans, et se voit lauréat des inRocKs Lab 2016. Il se joint également en octobre 2017 au Festival Off Off Off des Nuits de Champagne à Troyes.

### Cure(2018)

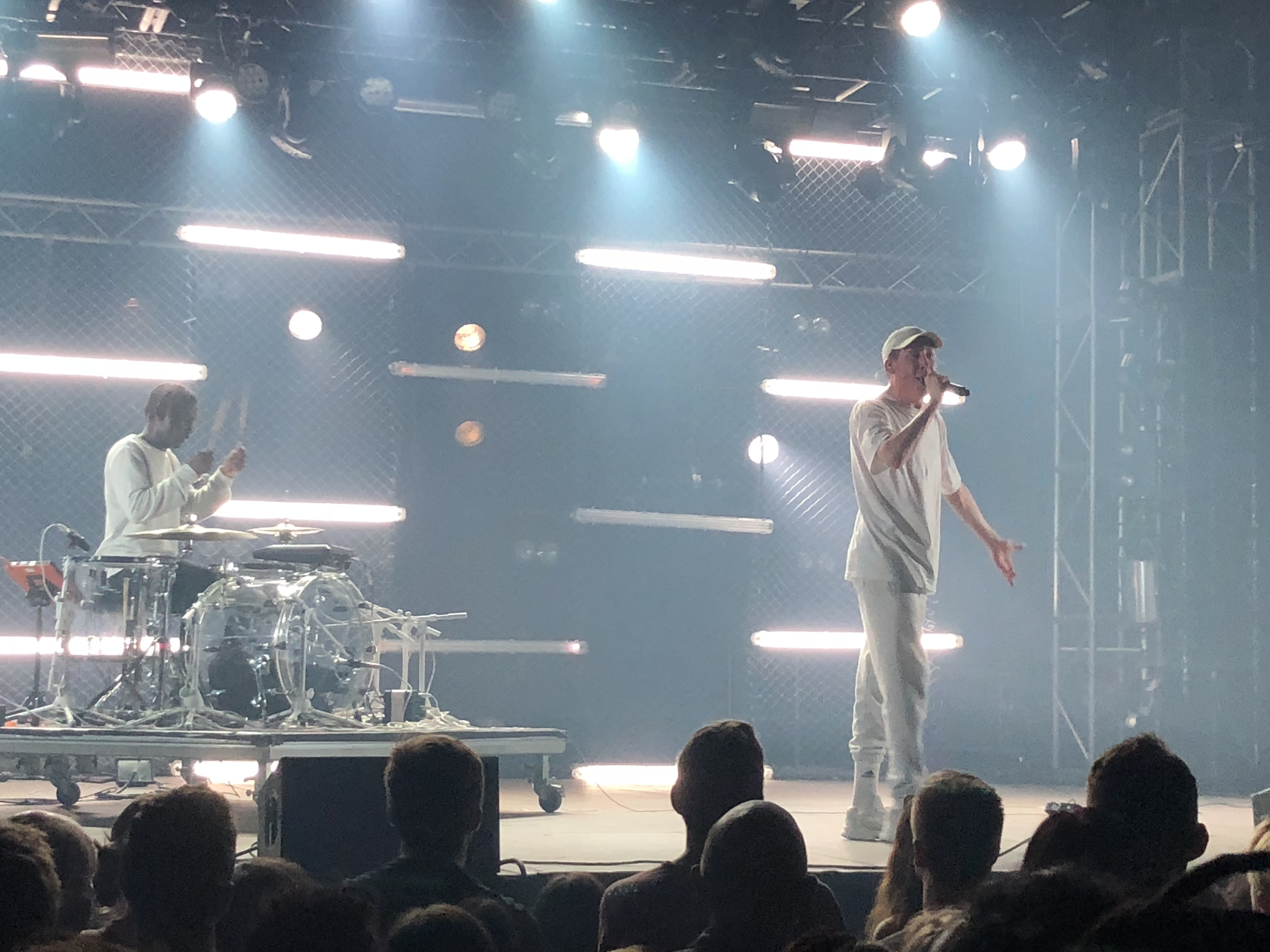
Eddy de Pretto en concert au Botanique, en mai 2018.

Eddy de Pretto sort son premier EP, intitulé Kid, le 6 octobre 2017 à Bruxelles. Début janvier 2018, sur la scène de l'émission de télévision Taratata, il chante Comme un boomerang, chanson de Serge Gainsbourg, en duo avec Julien Doré. À la mi-janvier 2018, il lance Random, la première chanson de son futur premier album Cure, évoquant ses peines de cœur.
Aux côtés de Gaël Faye et Fishbach, il est nommé dans la catégorie « Révélation scène de l'année » à la 33e cérémonie des Victoires de la musique qui se déroule le 9 février 2018,,. Mi-février 2018, il présente son titre Ego. Le 2 mars 2018, paraît son premier album Cure, disponible en CD, vinyle et en version dématérialisée et le clip de Normal, abordant les stéréotypes sur l'identité sexuelle, la peur d'autrui et l'homophobie : « Une colère vis-à-vis de gens qui m'attaquaient parce qu'ils n'aimaient pas la personne que je pouvais représenter », explique-t-il dans le magazine Têtu. Le clip est tourné au centre des YMCA, rue de Trévise, à Paris, dans la plus vieille salle de basket-ball au monde. En une semaine, le disque se classe numéro un des meilleures ventes d'albums, avec 13 500 exemplaires et « déloge » Grand Corps Malade au Top albums France Fnac. L'album est certifié en France triple disque de platine. Une réédition de ce premier album, intitulée Culte, est publiée le 9 novembre 2018, avec quatre nouveaux titres, Comme ça, Grave, Sensible et Risque de toi.

### Kid Boxing(2019)

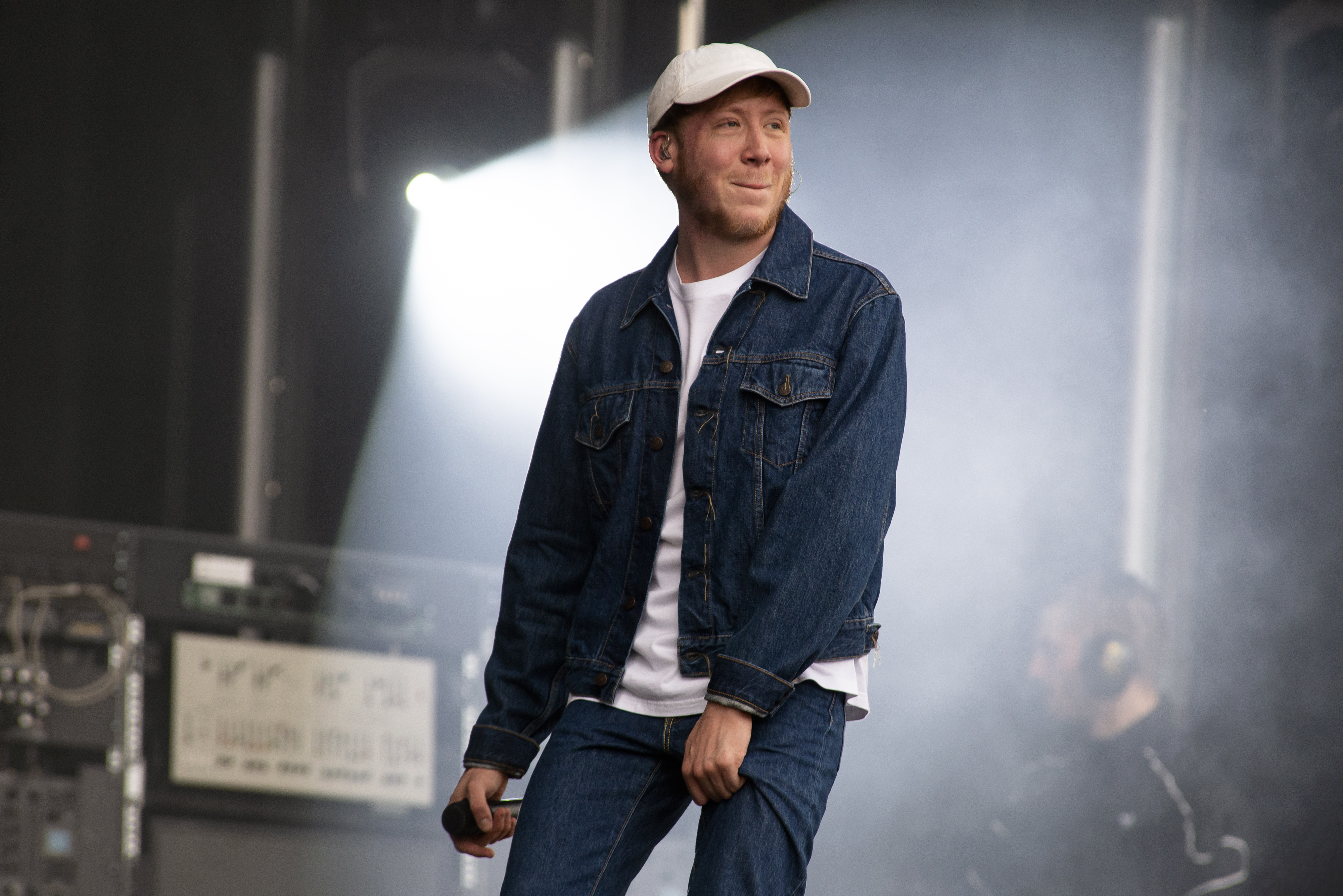
Eddy de Pretto au festival Papillons de nuit, en 2019.

Après avoir fini la tournée de son premier album, Eddy de Pretto annonce au mois d'octobre 2018 une dizaine de dates d’un spectacle immersif autour de la boxe traitant du combat psychologique de soi et de la quête d’identité nommé : Kid Boxing à l'Élysée-Montmartre.

### À tous les bâtards(2021)
En pleine pandémie de Covid-19, Eddy de Pretto lance son deuxième album studio, qui s’écoulera à 100 000 exemplaires. Les dates de tournée sans cesse reportées permettront au chanteur de défendre tout de même son album dans les Zéniths de France.

### Love FactoryetCrash Cœur(2023)

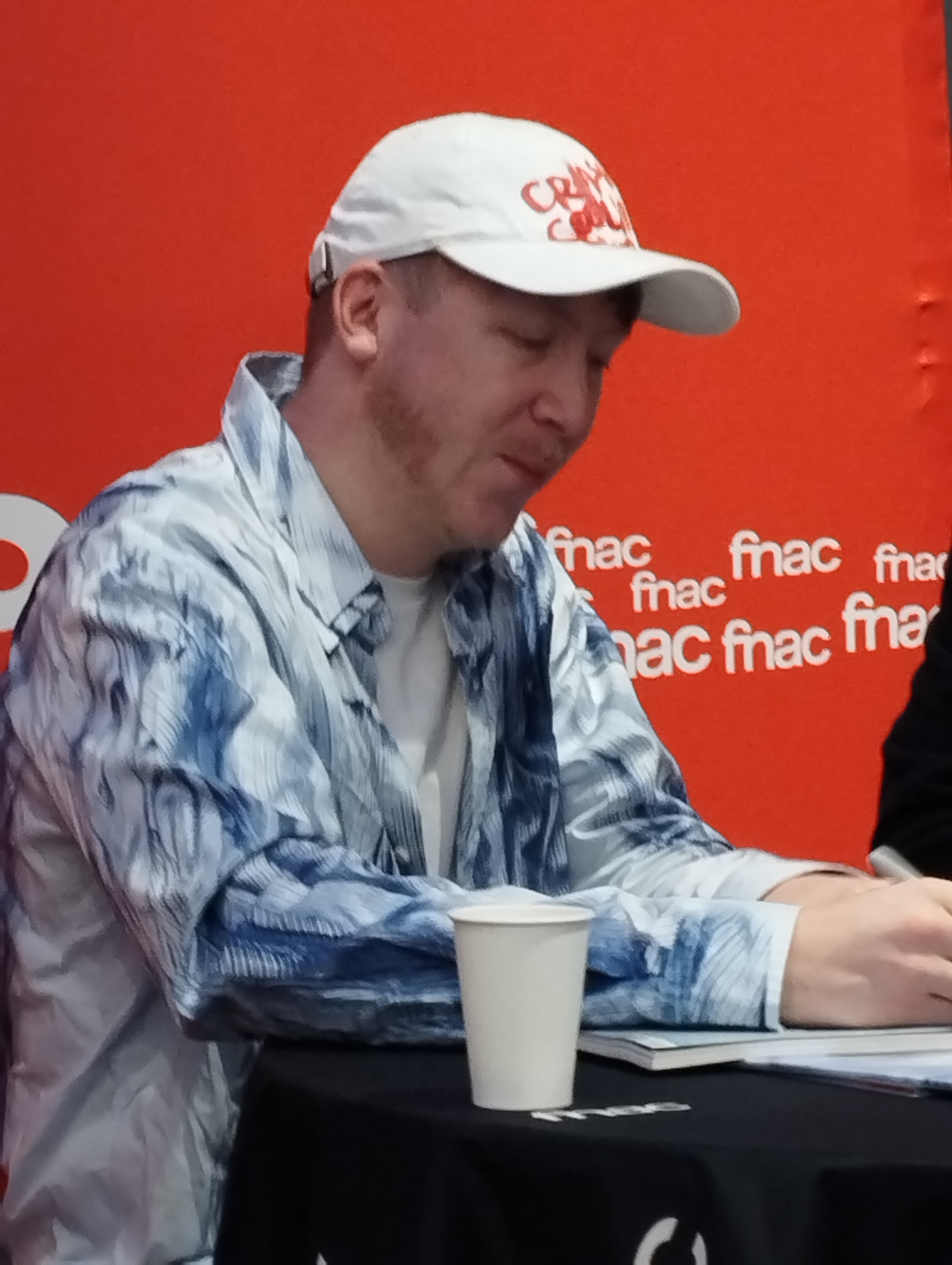
Eddy de Pretto en hiver 2023.

Eddy de Pretto confirme sa casquette de metteur en scène en imposant sa « Love Factory » à la maison de la radio,. C’est un spectacle dans lequel il est accompagné par onze pianistes, sur fond de science-fiction, diffusé sur France 2,.
Il prend un virage R’n’B dans l'album Crash Cœur sorti en 2023. 

## Environnement musical
La musique d'Eddy de Pretto s'inscrit à la fois dans le hip-hop et la variété française ; il se définit comme un artiste « non-genré ». Pour Libération, son style est au « mitan de la chanson « traditionnelle » (Charles Aznavour, Jean Guidoni, Pierre Lapointe…) et du hip-hop générationnel ». Le journal loue le style « âpre et emphatique » et le compare à « celui d'un Stromae lisant fébrilement Édouard Louis, la nuit, sous les draps, à la lampe torche ».

## Thèmes abordés dans ses textes
Eddy de Pretto expose dans ses textes de nombreux problèmes de société tels que l'homophobie et les comportements machistes et phallocrates, qu'il surnomme « virilité abusive ». Eddy de Pretto ne cache pas son homosexualité : « Je ne suis pas militant. Je n'ai pas envie d'être un porte-drapeau. J'ai juste envie de raconter ma vie, ma réalité ».
Dans l'émission Taratata diffusée le 15 décembre 2017, il explique que la chanson Kid interroge la masculinité et l'hyper-virilité qui ont constitué une part de son éducation. Lorsque Nagui lui demande s'il parle d'homosexualité dans ses chansons, il répond que ce n'était aucunement son but. À ce sujet, le chanteur déclare aux Inrockuptibles : « J'essaie de parler de mon histoire personnelle et de la normaliser le plus possible. Et pas la mettre en avant pour dire que je suis le premier pédé qui lie le rap et la chanson française. ».
En 2024, il écrit une chanson hommage, Urgence 911, qui s'inspire de la danse du mari d'Agnès Lassalle''.

## Victime de cyberharcèlement
Victime de cyberharcèlement à la suite d'une performance au sein de l'église Saint-Eustache de Paris en juin 2021, pourtant invité et soutenu par le curé de la paroisse, Eddy de Pretto dépose plainte et 17 personnes, appartenant à la mouvance catholique intégriste, sont jugées en octobre 2022. 11 personnes sont condamnées à des peines allant de 3 à 6 mois de prison avec sursis.

## Discographie

### Collaborations
- 2021 : Pause x Kiss, avec Yseult[47]
- 2021 : Larme fatale, avec Julien Doré
- 2023 : eau de vie, avec Juliette Armanet

## Filmographie
Sauf indication contraire, les informations mentionnées dans cette section peuvent être confirmées par la base de données cinématographiques IMDb,  présente dans la section « Liens externes ».

### Longs métrages
- 2013 : Paulette, de Jérôme Enrico : le jeune blanc acheteur
- 2014 : Rien pour Pehuajo (vidéo), de Nelly Fantoni : la femme en vert
- 2023 : Guet-Apens, des crimes invisibles, de Sarah Brethes, Mathieux Magnaudeix et David Perrotin : Le narrateur/voix-off.

### Courts métrages
- 2012 : Königsberg, de Philipp Mayrhofer : Antoine[48]
- 2013 : Vivre sa vie, de Paul D. Meyer : Alex

## Distinctions

### Récompenses
- Printemps de Bourges 2017 : Prix du Printemps de Bourges[49]
- Out d'or de la création artistique en 2018, remis par l'Association des journalistes LGBT, parce qu'il « déconstruit les modèles de masculinités oppressives »[50].
- Les Globes de Cristal 2019 : meilleur album et meilleur artiste masculin de l'année[51]

### Nominations
- NRJ Music Awards 2018 :
  - Révélation francophone de l'année
  - Chanson francophone de l'année pour Kid
- Victoires de la musique 2018 : 
  - « Révélation scène de l'année »
- Victoires de la musique 2019 : 
  - « Artiste interprète masculin »
  - « Album de musiques urbaines »
  - « Concert de l'année »
- NRJ Music Awards 2023 :
  - Clip francophone de l'année pour Love'n'Tendresse